# Мелінда Ло
Мелінда Ло (англ. Malinda Lo) — американська письменниця у жанрі фентезі та наукової фантастики. Насамперед відома як авторка підліткових романів «Еш» (2009), «Мисливиця» (2011), «Адаптація» (2012) та «Спадок» (2013). Також займається дослідженням наявності «різноманіття» у підлітковій літературі.

## Біографія
Народилася в Китаї, але коли їй виповнилося три роки, разом із сім'єю переїхала до США. Закінчила Коледж Веллслі та отримала ступінь магістра у Гарварді, де спеціалізувалась на регіональних дослідженнях. Почала навчатися в Стенфордському університеті з надією здобути докторський ступінь з культурології та соціологічної антропології, але завершила навчання, отримавши другий магістерський ступінь. 2013 року Мелінда разом із Семюелем Ділейні, Сарою Шулман та Девідом Грофом ввійшла до складу Письменницького ретриту за «Появу голосів ЛГБТ» (англ. Writers' Retreat for Emerging LGBT Voices) від Письменницької організації Лямбда.
2003 року почала дописувати та навіть певний час обіймала посаду головної редакторки блогу AfterEllen.com, який зосереджується на дослідженні зображення лесбійок та жінок-бісексуалок у медіа. 2009 року світ побачив перший роман письменниці — «Еш» (англ. Ash), який став переказом казки про Попелюшку з лесбійськими елементами. У цьому ж фентезійному світі відбуваються події наступного Меліндиного роману «Мисливиця» (2011,
англ. Huntress), який розповідає про небезпечну подорож двох сімнадцятирічних дівчаток, які зрештою закохуються одна в одну. 2012 року вийшов науково-фантастичний роман «Адаптація» (англ. Adaptation), що написаний під впливом телесеріалу «Цілком таємно», а 2013 року світ побачив сиквел — роман «Спадок» (англ. Inheritance). На 17 жовтня 2017 року запланований вихід ще одного підліткового роману — «Стежка у темряві» (англ. A Line in the Dark) Твори письменниці ставали фіналістами таких літературних нагород: премія Вільяма К. Морріса, премія Андре Нортон, Міфопоетична премія, премія «Лямбда» тощо.
2011 року Мелінда Ло стала співзасновницею вебсайту Diversity in YA [Архівовано 17 вересня 2017 у Wayback Machine.], який містить дослідження щодо різноманіття (раса, стать, ЛГБТ, неповносправність тощо) у підлітковій літературі.

## Твори (вибране)

#### Світ «Еш» та «Мисливиці»
- Ash (2009) — «Еш»;
- Huntress (2011) — «Мисливиця»;
- The Fox (2011) — «Лисиця» (оповідання)

#### Серія «Адаптація»
- Adaptation (2012) — «Адаптація»;
- Inheritance (2013) — «Спадок»
- Natural Selection (2013) — «Природний відбір» (оповідання);

### Серія «Ріверсайд»
- Tremontaine (2015—2016; у співавторстві з іншими авторами) — «Тремонтен», приквел до книжкової серії «Ріверсайд» Еллен Кушнер.

### Самостійні романи
- A Line in the Dark (2017) — «Стежка у темряві».